# La misura del dubbio
La misura del dubbio (Le Fil) è un film francese del 2024, diretto e interpretato da Daniel Auteuil.

## Trama
In una località della Provenza, Nicolas Milik, padre di cinque bambini, viene fermato con l'accusa di uxoricidio. Gli viene assegnato d'ufficio l'avvocato Jean Monier, lontano dalle assise da quando ha fatto assolvere un assassino, che ha poi ucciso ancora. Intrattenendosi con Nicolas, Monier giunge alla ferma convinzione della sua innocenza e accetta di difenderlo in tribunale. 
Anche Roger Marton, amico dell'imputato e titolare di un bar in cui Nicolas si è recato poche ore prima del fatto di sangue, viene fermato. L'accusa sostiene che i due uomini hanno agito insieme per sbarazzarsi di una donna in preda all'alcolismo e molto approssimativa nella cura dei figli, che anche nel pomeriggio precedente alla notte del delitto aveva violentemente litigato con il coniuge ed era poi andata a dormire all'aria aperta, come spesso faceva. 
Per Monier, tuttavia, Nicolas non aveva alcun interesse a ucciderla: con un normale divorzio, viste le problematicità della moglie, avrebbe ottenuto l'affidamento dei figli, e non avrebbe in ogni caso ricevuto alcuna agevolazione economica rimanendo vedovo. La morte di Roger in carcere e alcune testimonianze, però, complicano la situazione del suo assistito.

## Produzione
Il film si ispira al racconto Au Guet-apens di Jean-Yves Moyart (1967-2021), avvocato penalista di Lille, che si basa a sua volta su un processo in cui difese dall'accusa di uxoricidio Ahmed, un padre di sei bambini. Per non rendere riconoscibili le persone coinvolte nel processo, Moyart ha cambiato luoghi, nomi e date, creando per la trasposizione letteraria l'alter ego Maître Mô. Au Guet-apens è apparso per la prima volta nel giugno 2011, poi in una raccolta di racconti affini nel novembre di quell'anno e infine in una raccolta più ampia, Le livre de Maître Mô, nel 2021.
Nelly Auteuil, figlia del regista e co-produttrice della pellicola, ricorda, parlando del film, che «la storia non si svolge negli stessi luoghi e il personaggio principale è molto diverso da Maître Mô [...]. Abbiamo fatto invece il massimo per rispettare i fatti giuridici».

## Distribuzione
Presentato alla 77ª edizione del Festival di Cannes nella sezione Séances Spéciales, La misura del dubbio è uscito nelle sale francesi l'11 settembre 2024.